# North West Company

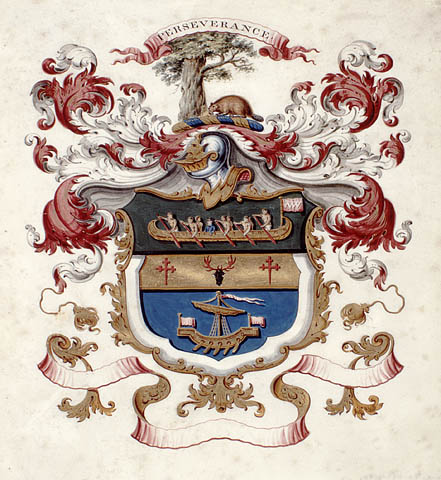
Wappen der North West Company von ca. 1800–1820

Die North West Company (frz. Compagnie du Nord-Ouest) war eine Handelskompanie für Pelze in Kanada. Sie wurde 1783 in Montreal gegründet und stand in Konkurrenz zur Hudson’s Bay Company. Die Spannungen zwischen beiden Unternehmen wurden so groß, dass es zu verschiedenen gegenseitigen Überfällen auf Handelsposten kam. Um eine Ausdehnung des Konflikts zu verhindern, erzwang die britische Regierung im Jahr 1821 die Fusion mit der Hudson’s Bay Company. Drei Angestellte der Gesellschaft – Alexander MacKenzie, Simon Fraser und David Thompson – erforschten weite Gebiete im Westen Kanadas. 

## Der Beginn

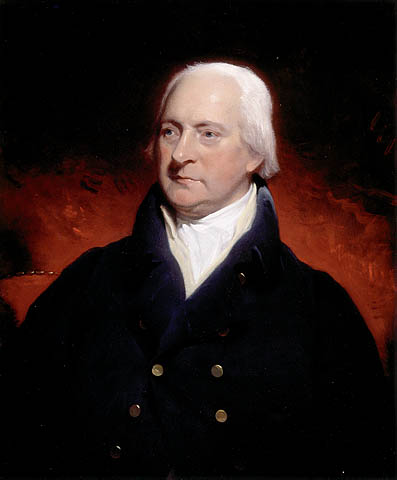
Simon McTavish

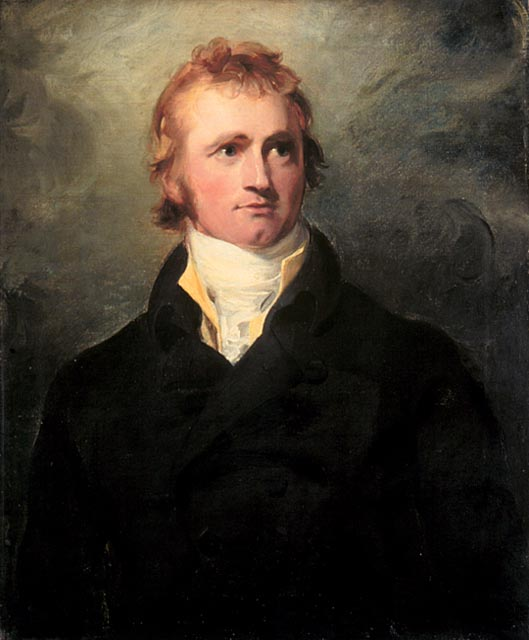
Alexander MacKenzie

Es gibt Hinweise darauf, dass die North West Company bereits im Jahr 1770 existiert haben könnte. Zu dieser Zeit bekämpften sich verschiedene Gruppen von Pelzhändlern und -jägern, und spannten dabei auch die Indianer ein. Die erhöhten Risiken minderten zugleich die Gewinnmargen, so dass das Geschäft unattraktiv zu werden drohte. Daher versuchte man durch kurzfristige Abmachungen Risiken und Kosten zu reduzieren.
Die erste schriftliche Aufzeichnung war 1779 die Bildung einer Aktiengesellschaft, die aber zunächst nichts weiter war als ein loser Zusammenschluss einiger Händler aus Montreal, die darüber debattierten, wie das Monopol der Hudson’s Bay Company im nordamerikanischen Pelzhandel zu brechen sei. Die offizielle Gründung der North West erfolgte schließlich im Jahr 1784, jedoch war sie zunächst nur auf fünf Jahre angelegt. Das Unternehmen mit Hauptsitz in der Rue Vaudreuil in Montreal wurde von den Geschäftsleuten Benjamin Frobisher, Joseph Frobisher und Simon McTavish geleitet. Bereits nach drei Jahren wurde die erfolgreiche Vereinbarung verlängert, abermals 1790.
1787 fusionierte die North West Company mit dem Unternehmen Gregory, McLeod and Co. Neue Partner wurden Roderick MacKenzie sowie dessen Cousin Alexander MacKenzie, in dessen Aufgabenbereich die Erforschung der westlichen Territorien und der eigentliche Handel mit den einheimischen Trappern fielen. In dieser Zeit veränderte die Company ihre Struktur. Man trennte zunehmend Jagd und Handel einerseits und Einbringen in den Welthandel andererseits. Die Aufkäufer blieben immer häufiger ganzjährig in den Pelzregionen, während sich der große Pelzmarkt in Montreal konzentrierte. Im Westen saßen also die „überwinternden Partner“, oder bourgeois, die für die Handelsposten und den sicheren Transport zuständig waren, wie etwa Fort Espérance in Saskatchewan. Im Osten saß eine Gruppe von Großhändlern, die Konditionen, Preise und Rahmenbedingungen aushandelten. Über mehrere Etappen gelangten die Pelze dabei nach Montreal. Grand Portage auf der US-amerikanischen Seite des Lake Superior war der erste Haupthandelsposten, zu dem die Versorgungskanus aus Montreal fuhren und wo sie die Felle in Empfang nahmen. Dies geschah einmal pro Jahr und bei der Gelegenheit wurden die entstandenen Erfolge und Probleme diskutiert. 1803 wurde dieser Posten auf die britische Seite des Sees nach Fort William verlegt, nachdem der alte Handelsposten durch die Grenzvereinbarung zwischen den USA und Großbritannien plötzlich auf amerikanischem Gebiet lag.
Die North West Company weitete ihre Aktivitäten auf die Gegend um den Athabascasee aus. Doch die Kosten der Überlandtransporte fraßen die Gewinne schnell wieder auf. Daher versuchte die Company, was der Hudson’s Bay Company ohne weiteres möglich war, ebenfalls geeignete Wasserwege zu finden, um den Pelztransport zu beschleunigen und zu verbilligen. Vom Athabascasee aus starteten mehrere Erkundungsreisen unter Führung von Alexander MacKenzie (1789, 1792–1793), Simon Fraser (1806–1808) und David Thompson (vor allem 1792, 1807 und 1811). Sie stießen in die unerforschten Gebiete der Rocky Mountains vor, bis in die polaren Gebiete im Norden und bis hin zur Straße von Georgia am Pazifischen Ozean. Doch letztlich musste man feststellen, dass es keinen geeigneten Fluss gab über den man die Ware kostengünstig zum Pazifik verschiffen konnte.

## Expansion
Nach Benjamin Frobishers Tod im Jahr 1787 übernahm Simon McTavish die North West Company, dabei erzielte er eine Vereinbarung mit Benjamins Bruder Joseph. Das im November 1787 gegründete Unternehmen McTavish, Frobisher and Company kontrollierte elf von zwanzig Aktien der North West Company. Diesem Unternehmen gehörten neben McTavish die Amerikaner Peter Pond und Alexander Henry an. Weitere Reorganisationen der Partnerschaft erfolgten 1795 und 1802, als die Aktien weiter gestückelt wurden, um mehr Partner aufnehmen zu können. 1792 wurde in London in Oberkanada die Tochtergesellschaft McTavish, Fraser and Company eröffnet, um mit Gütern zu handeln und die Felle abzusetzen. Die Gesellschaft hatte danach 23 Partner, mehr als 2.000 Führer, Dolmetscher sowie Voyageurs. McTavish und andere schottische Partner (Teilhaber – ‘shareholder’) heirateten oft franko-kanadische Frauen und Franko-Kanadier hatten die Schlüsselrollen innerhalb der North West Company inne, erbauten und managten die Handelsposten, stellten zugleich die meisten Angestellten und hatten direkten Kontakt zu den verschiedenen First Nations im Nordwesten (einem riesigen Gebiet nördlich und westlich von Lake Superior). Nach den Franko-Kanadiern bildeten Briten sowie Métis und Angehörige der First Nations die größten ethnischen Gruppen innerhalb der Company. Hierdurch unterschied sie sich kulturell stark von der mehr konservativen und vorsichtig agierenden Hudson’s Bay Company. Die North West Company wurde hingegen für ihre mutige und aggressive Handels- und Geschäftspolitik bekannt.
Die Gesellschaft dehnte ihre Tätigkeiten nordwärts bis zum Großen Bärensee und westwärts jenseits der Rocky Mountains aus. Sie expandierte auch in das amerikanische Nordwestterritorium und eröffnete 1795 einen Handelsposten in Milwaukee, mit Außenstellen in Kewaunee, Manitowoc und Sheboygan. Gegenüber der Hudson’s Bay Company war die Gesellschaft im Nachteil, denn die Konkurrenz besaß ein Monopol der britischen Krone auf den Fellhandel im gesamten Wassereinzugsgebiet der Hudson Bay (Ruperts Land) – in etwa das mittlere Drittel des heutigen Kanadas – und damit auf alle besser erreichbaren Jagdgebiete. Die North West Company unternahm Anstrengungen, die darauf zielten, dass das britische Parlament ihr mehr Rechte zugestand, insbesondere den ungehinderten Transport von Handels- und Versorgungsgütern über das Monopolgebiet der Hudson’s Bay Company in den Westen. Simon McTavish schrieb sogar eine Petition an Premierminister William Pitt, doch alle Anfragen wurden zurückgewiesen.
Als sich einige Jahre später in dieser Frage immer noch keine Lösung abzeichnete, wagten McTavish und die anderen Gesellschafter ein riskantes Unterfangen. Sie organisierten zwei Expeditionen von Montreal zur James Bay an der Südgrenze des heutigen Nunavut, eine über Land, die andere über das Meer. Im September 1803 traf die Landexpedition auf Charlton Island auf die Schiffe der Gesellschaft. Die North West Company erhob Anspruch auf das Territorium. Dieser mutige Schritt traf die Hudson’s Bay Company völlig unerwartet. McTavish hatte gehofft, die Konkurrenz wäre zu einem vernünftigen Kompromiss bereit, doch diese reagierte einige Jahre später mit offener Gewalt.

## Sonstige Ereignisse
Simon McTavish starb 1804 und sein Neffe William McGillivray übernahm die Aktienmehrheit der Handelsgesellschaft. Drei Jahre zuvor hatten sich einige Gesellschafter von ihr losgesagt und ein Konkurrenzunternehmen gegründet, die XY Company. Die Auseinandersetzungen zwischen den ehemaligen Partnern, die von McTavish zusätzlich geschürt worden waren, gipfelten in der Erschießung des Handelspostenleiters am Großen Bärensee durch einen Angestellten der XY Company. McGillivray gelang es, im November 1804 mit den Abtrünnigen eine Vereinbarung zu erzielen. Die ursprünglichen Gesellschafter hielten nun 75 Prozent der Aktien, die ehemaligen Partner der XY Company 25 Prozent.
Unter McGillivray konnte die Gesellschaft ihr Einflussgebiet weiter ausdehnen. Doch der Konkurrenzkampf mit der Hudson’s Bay Company war hart und die Gewinnmargen wurden immer kleiner. Um sich auf dem zunehmend weltumspannenden Pelzmarkt besser zu positionieren, betrieb die North West Company eine Agentur in New York. Es gab verschiedentlich Bemühungen, Pelze direkt nach China zu verkaufen; dazu wurden Schiffe eingesetzt, die unter amerikanischer Flagge fuhren, um das Monopol der Britischen Ostindien-Kompanie zu umgehen. Zu diesem Zweck ging die Gesellschaft eine Kooperation mit John Jacob Astor ein.
Die wirtschaftlichen Bedingungen im kanadischen Pelzhandel änderten sich im Jahr 1806 grundlegend, nachdem Napoleon Bonaparte die Kontinentalsperre gegen Großbritannien verhängt hatte. Darüber hinaus nahmen die politischen Spannungen zwischen Großbritannien und den USA stetig zu. 1809 beschloss die amerikanische Regierung ein Gesetz, das den Handel zwischen beiden Ländern praktisch zum Erliegen brachte. Großbritannien war nun von den Rohstoffen aus Kanada abhängig und Holz verdrängte die Pelze als Hauptexportware.

## Erzwungene Fusion
Eine weitere Krise traf den Pelzhandel um 1810. Es gab weniger Pelztiere, insbesondere Biber, da diese zu intensiv gejagt worden waren. 1812 brach zudem der Britisch-Amerikanische Krieg aus und amerikanische Truppen zerstörten den Handelsposten der North West Company in Sault Ste. Marie. Diese Ereignisse verschärften den Konkurrenzkampf weiter. Thomas Douglas, Hauptaktionär der Hudson’s Bay Company, hatte 1811 die Selkirk-Konzession zugesprochen erhalten und dort die Red-River-Kolonie (die Keimzelle der Provinz Manitoba) gegründet, was den Aktionsradius der North West Company erheblich einschränkte. Der Gouverneur der neuen Kolonie, Miles Macdonell, verhängte 1814 wegen Nahrungsmittelknappheit ein Ausfuhrverbot für Versorgungsgüter aller Art, die sogenannte Pemmican Proclamation, wodurch der North West Company die Versorgung ihrer Fellhandelsexpeditionen nahezu unmöglich gemacht wurde.
Der Handelskonflikt gipfelte im Juni 1816 in der Schlacht von Seven Oaks, bei der 22 Vertreter der Hudson’s Bay Company, darunter der Gouverneur der Kolonie, getötet wurden. Douglas ließ William McGillivray und weitere Gesellschafter der North West Company verhaften. Der Streit konnte zwar in Montreal vor Gericht beigelegt werden, doch die wohlhabendsten und fähigsten Gesellschafter verließen nach und nach das Unternehmen, da sie nicht mehr an dessen Zukunft glaubten. Kriegs- und Kolonialminister Henry Bathurst zwang im Juli 1821 die verbliebenen Aktionäre zur Fusion mit dem verhassten Konkurrenten. Die North West Company hörte nach über vierzig Jahren auf zu existieren. Zum Zeitpunkt der Fusion besaß sie 97 Handelsposten, die Hudson’s Bay Company 76.